# دونیهیو، شیلی
دونیهیو، شیلی (به اسپانیایی: Doñihue) یک سکونتگاه مسکونی در شیلی است که در Cachapoal Province واقع شده‌است.

## خصوصیات
دونیهیو ۷۸٫۲ کیلومترمربع مساحت و ۱۸٬۷۶۴ نفر جمعیت دارد و ۳۳۷ متر بالاتر از سطح دریا واقع شده‌است.